# 防水
防水（ぼうすい）とは、外界から水が入り込まないように加工すること。ウォータープルーフ（英: waterproof）とも。

## 概要
一般には、防水の程度を表す用語として、完全防水（かんぜんぼうすい）や生活防水（せいかつぼうすい）、日常生活防水（にちじょうせいかつぼうすい）といった用語が用いられるが、これらの用語は何らかの規格に基づくものではない。
日本産業規格（JIS）においては、電気機械器具の外郭による保護等級#水の浸入に対する保護等級（JIS C 0920）のうちの水の浸入に対する保護等級（通称、JIS防水保護等級またはJIS保護等級）として0級から8級までの防水性能が規定されている（詳細は#防水に関する規格及び電気機械器具の外郭による保護等級#水の浸入に対する保護等級参照。）。近年では、完全防水や生活防水という用語に代えてJIS防水保護等級での表示が用いられたり、生活防水の表示とJIS防水保護等級での表示とが併記されていることが多い。
また、建築業界ではビルなどの屋根から下階に雨水が浸透しないように施す処置や地下階の居室に地下水が浸透しないように施す処置も防水と呼ばれる。
土木業界ではこれらは止水と呼ばれるが考え方は同じである。

## 歴史
家や人体などを雨から守るため、古来から防水について考えられてきた。例えばローマ時代の油が塗られた防水布である油布 specularia や、18世紀の船員や魚加工業者が使用したタールが塗られたオイルスキン、障子に油を塗った油障子、和紙に油を塗った油紙、プラスチックでコーティングしたプラスチックコート紙がある。

## 防水のグレード

### 完全防水
完全防水とは、文字通り水の浸入を完全に防ぐ機能を指す。この機能が付いている製品は長時間水中に入れても使用可能となっている。現在、「完全防水」という言葉がメーカーによって用いられることはほとんどなく、製品を紹介する雑誌やウェブサイトにおいて、一般に、JIS防水保護等級8級などの製品に対して用いられることが多い。
完全防水の製品は、外板に特別厚いものを用い、またOリングやガスケットなどを用いて製品の隙から内部の構造に水が入り込まないような加工がしてあり、対水圧を高めてあるものが多い。

### 生活防水
生活防水または日常生活防水とは、電気製品などに採用されている簡易な防水機能。身につける腕時計や携帯するカメラや携帯電話のように、生活の上で小雨に濡れたり、ちょっとした汚れがついても、水洗いできるように加工したもの。水中での使用には適さない。
完全防水とは異なり、現在でもメーカーによって製品の説明に用いられるが、JIS防水保護等級での表示とが併記されていることが多い。防水をうたう携帯電話ではほとんどが7級であり、水洗いが可能であるのに対し、生活防水をうたった製品は4級のものが多く、この場合には水洗いはできないことになる。JIS防水保護等級での表示がなされていない場合、生活防水の正確な解釈はメーカーによって異なるため、詳細はメーカーに問い合わせる必要がある。

## 防水に関する規格

### 電気製品
IEC (国際電気標準会議) 60529:2001
Degrees of protection provided by enclosures (IP Code)
JIS C0920:2003
電気機械器具の外郭による保護等級(IPコード)
（内容は IEC 60529:2001 と同等）
IEC（またはJIS）保護等級の製品表示として、IPX(下記等級)が表示される。
例として、Apple WatchはIPX7等級の防水性能を持つ。
| 保護等級 | 意味                                                         | 種類     |
| -------- | ------------------------------------------------------------ | -------- |
| 0        | 無保護                                                       | -        |
| 1        | 垂直に滴下する水に対して保護されている。                     | 防滴I形  |
| 2        | 15°以内で傾斜しても垂直に滴下する水に対して保護されている。  | 防滴II形 |
| 3        | 散水に対して保護されている。                                 | 防雨形   |
| 4        | 水の飛まつに対して保護されている。                           | 防まつ形 |
| 5        | 噴流に対して保護されている。                                 | 防噴流形 |
| 6        | 暴噴流に対して保護されている。                               | 耐水形   |
| 7        | 定められた条件で水に浸しても影響がないように保護されている。 | 防浸形   |
| 8        | 潜水状態での使用に対して保護されている。                     | 水中形   |
| -        | 相対湿度90 %以上の湿気の中で使用できるもの。                 | 防湿形   |

### 布
- ASTM D3393（アメリカの規格）
- JIS L 1092:2009 繊維製品の防水性試験方法[2]
  - 静水圧法
    - A法（低水圧法）
    - B法（高水圧法）

  - はっ水度試験（スプレー試験）
    - １級：表面全体に湿潤を示すもの
    - ２級：表面の半分に湿潤を示し、小さな個々の湿潤が布を浸透する状態を示すもの
    - ３級：表面に小さな個々の水滴状の湿潤を示すもの
    - ４級：表面に湿潤しないが、小さな水滴の付着を示すもの
    - ５級：表面に湿潤及び水滴の付着がないもの

  - 雨試験（シャワー試験）
- JIS L 1099:2012 繊維製品の透湿度試験方法
  - A-1法（塩化カルシウム法）
  - A-2法（ウォーター法）
  - B-1法（酢酸カリウム法）
  - B-2法（酢酸カリウム法の別法I）
  - B-3法（酢酸カリウム法の別法II）
  - C法（発汗ホットプレート法）

### 時計

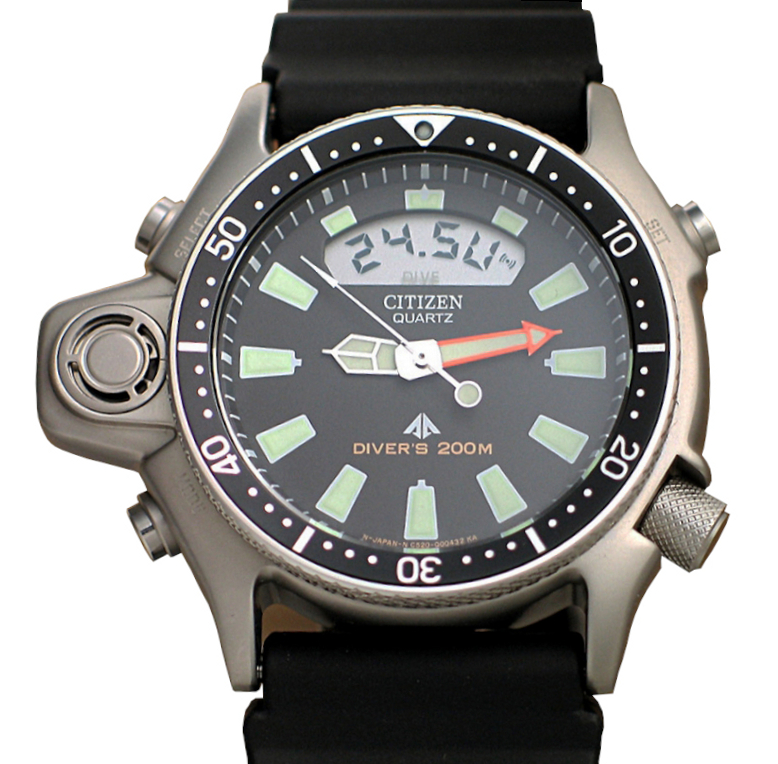
ウォーターレジストマーク 「Diver's 200 m」

ISO 2281
ISO 6425 ダイバーズウォッチの規格
JIS B 7021:2013 一般用防水携帯時計−種類及び防水性能
要求事項を満たす時計には，本体の見やすい場所に次の表示をすることができる。
a)  1種防水時計
日常生活用防水、WATERRESISTANT（またはWATER RESIST）
b)  2種防水時計
日常生活用強化防水x bar、WATER RESISTANTx bar（またはWATER RESISTx bar）
ただし，表示圧力値は“気圧”又は bar で，4 bar 以上の整数値によって表記する。
例（日常生活用強化防水    5 気圧、WATER RESISTANT 10 bar、WATER RESISTANT 10 BARなど）
JIS B 7023:2014 潜水用携帯時計−種類及び性能
要求事項を満たす潜水時計には，本体の見やすい場所に次のいずれかを表示をしなければならない。
a)  1種潜水時計の場合
1 種潜水時計  L m、空気潜水時計 L m、Diver'sWatch L m for Air Diving、AirDiver's L m
Lには、100，150 又は 200 のいずれかとする。for Air Diving及び Air は省略してもよい。
b)  2種潜水時計の場合
2 種潜水時計  L m、混合ガス潜水時計  L m、Diver'sWatchL m for Mixed-gas Diving、He-gasDiver'sL m
Lには、200 以上 100 ごととする。試験のために使用する混合ガスの組成を，取扱説明書に記載する。

## 建築
家全体に防水加工が施される。タールやポリ塩化ビニルなどのコーティングを施すことで、雨が内側に入らず、家の内側が腐らないようになっている。
- 屋根の加工では、タール、アスファルト、シリコン、ウレタン、フッ素塗料などがある。
- 地下室の防水（英語版）
- 遮水シート（英語版）(ジオメンブレン)